# 斯蒂芬·辛波尔
斯蒂芬·辛波尔（英語：Stephen Simpole，20世纪—），英国男子赛艇运动员。他曾代表英国参加世界赛艇锦标赛，获得三枚金牌和一枚铜牌，均来自男子轻量级八人单桨有舵手项目。